# Dottrina Giedroyc

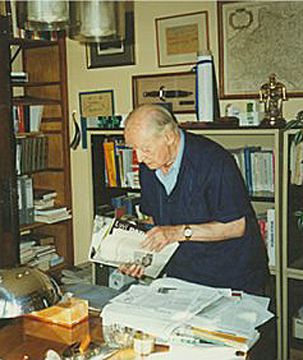
Jerzy Giedroyc a Maisons-Laffitte, 1997.

La dottrina Giedroyc (in polacco doktryna Giedroycia) o dottrina Giedroyc–Mieroszewski è stata una dottrina politica che auspicava una riconciliazione tra i Paesi dell'Europa centro-orientale. Venne concepita nel secondo dopoguerra dagli émigrés polacchi in Francia, in particolare dall'editore Jerzy Giedroyc con un contributo significativo di Juliusz Mieroszewski.

## Storia
Giedroyc sviluppò la dottrina negli anni settanta sulla rivista Kultura assieme a Juliusz Mieroszewski (per questo viene spesso chiamata anche "dottrina Giedroyc-Mieroszewski") e altri émigrés del gruppo di Maisons-Laffitte. La dottrina può essere rintracciata nel progetto interbellico del prometeismo polacco di Józef Piłsudski.
La dottrina esortava la necessità di ricostruire delle buone relazioni tra i Paesi dell'Europa centro-orientale e dell'est, inoltre chiedeva alla Polonia di rifiutare qualunque ambizione imperialista e rivendicazioni territoriali e di accettare i cambiamenti dei confini postbellici. La dottrina sosteneva l'indipendenza della Bielorussia e dell'Ucraina, auspicando anche ad un trattamento equo di tutti i Paesi dell'Europa dell'Est da parte dell'Unione Sovietica, rifiutando un trattamento speciale per l'URSS. La dottrina non era ostile allo Stato sovietico ma lo invitava assieme alla Polonia di abbandonare la lotta per la dominazione dell'Europa orientale, in particolare sui Paesi baltici, la Bielorussia e l'Ucraina (di conseguenza venne coniato il nome di "dottrina ULB", dove "ULB" sta per "Ucraina, Lituania, Bielorussia").
Inizialmente, indicava l'atteggiamo degli emigrati polacchi nel secondo dopoguerra, specialmente quello del Governo in esilio della Polonia a Londra, e auspicava il riconoscimento dello status quo post-guerra. Successivamente, venne adattata intorno all'obiettivo di portare la Bielorussia, l'Ucraina e la Lituana al di fuori dell'influenza sovietica e poi russa.
La dottrina sosteneva l'Unione europea e mirava a rimuovere l'Europa orientale dalla sfera d'influenza dell'URSS. Dopo la caduta del regime comunista in Polonia durante le rivoluzioni del 1989, la dottrina venne implementata nelle politiche estere del nuovo governo polacco. La Polonia iniziò il suo processo di inclusione nella UE, entrandovi ufficialmente nel 2004. Il Paese ha allo stesso modo appoggiato l'ingresso dell'Ucraina nell'Unione Europea e nella NATO. La dottrina ha portato tuttavia ad alcune tensioni con la Russia.
Negli anni duemila, molti politici e commentatori hanno discusso la dottrina, abbandonata nel corso degli anni dal Ministero degli affari esteri polacco. Tuttavia, altri studiosi sostengono che la politica sia rimanga ancora in vigore e seguita dal governo.